# Dmitri Konstantinowitsch Tschernow

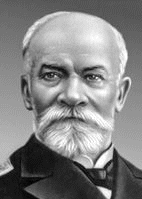
Dmitri Konstantinowitsch Tschernow

Dmitri Konstantinowitsch Tschernow (russisch Дмитрий Константинович Чернов; * 20. Oktoberjul. / 1. November 1839greg. in St. Petersburg; † 2. Januar 1921 in Jalta) war ein russischer Metallurg und Hochschullehrer.

## Leben
Dmitri Tschernow, Sohn eines Feldschers, studierte an der Staatlichen St. Petersburger Technischen Hochschule mit Abschluss 1858. Darauf arbeitete er in der St. Petersburger Münze. 1859–1865 war er Dozent an der Staatlichen St. Petersburger Technischen Hochschule und Aufseher des dortigen Museums.
1866 wurde Tschernow Ingenieur im Obuchow-Werk in St. Petersburg. Dort führte er 1866–1868 seine Hauptarbeiten durch. Er stellte fest, dass der Stahl in Abhängigkeit von der Temperatur seine Eigenschaften ändert und polymorphe Umwandlungen erfährt, und entwarf das Eisen-Kohlenstoff-Phasendiagramm. Er berichtete seine Ergebnisse 1868 mit dem Artikel Kritische Besprechung der Artikel von Alexander Lawrow und Nikolai Kalakuzki über Stahl und Stahlkanonen und eigene Untersuchungen dieser Probleme in den Anmerkungen der Russischen Technischen Gesellschaft. Viele betrachteten dies als Beginn der wissenschaftlichen Metallografie. Die beobachteten Umwandlungstemperaturen wurden sogleich als Tschernow/Chernov-Punkte bekannt. 1879 veröffentlichte er die Monografie Untersuchungen der Struktur von Gussstahlblöcken, in der er die wesentlichen Gefüge-Elemente im Stahl und ihre Bedeutung für die Blockeigenschaften beschrieb. Die Dendritenstrukturen wurden nach Tschernow benannt. Auch lieferte er einen Beitrag zur Theorie der Prozesse im Siemens-Martin-Ofen. Als einer der ersten schlug er die Benutzung von reinem Sauerstoff bei der Stahlherstellung vor. Er suchte nach Möglichkeiten für die Verwendung von Schwamm-Eisen und beteiligte sich an der Entwicklung von Geschütz-Stahlrohren sowie an Entwicklungen, die für die spätere Luftfahrt wichtig wurden. Sein Mitarbeiter und Nachfolger war Alfons Rzeszotarski.

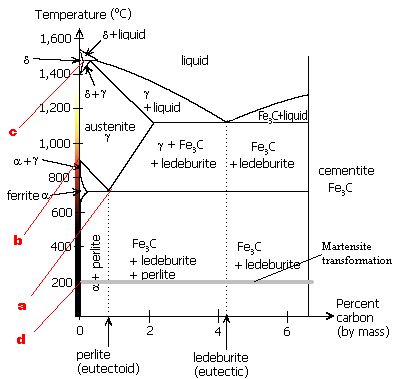
Eisen-Kohlenstoff-Diagramm mit den Tschernow/Chernov-Punkten

Tschernow war Ehrenpräsident der Russischen Metallurgischen Gesellschaft, Ehrenvizepräsident des britischen Iron and Steel Institute und Ehrenmitglied des American Institute of Mining, Metallurgical, and Petroleum Engineers (AIME) und vieler anderer russischer und ausländischer Organisationen.
1880–1884 untersuchte Tschernow die Salzvorkommen in der Ukraine im Umkreis von Bachmatsch. Nach seiner Rückkehr nach St. Petersburg arbeitete er im Marinetechnikkomitee. 1886 wurde er Oberinspektor des Verkehrsministeriums für die Kontrolle der Aufträge an die Metallurgie-Werke. 1889 wurde er Professor an der Michail-Artillerie-Akademie in St. Petersburg.
Im Herbst 1916 erkrankte Tschernow und begab sich zur andauernden Kur auf die Krim. Nach ihm wurden Straßen in St. Petersburg und Jalta benannt.